# René Adler
René Adler (Lipsia, 15 gennaio 1985) è un opinionista ed ex calciatore tedesco, di ruolo portiere.

## Biografia
È il figlio di Jens Adler, anch'egli ex calciatore.

## Carriera

### Club
Ha esordito in prima squadra nel Bayer Leverkusen a ventidue anni appena compiuti, il 25 febbraio 2007, nella gara contro lo Schalke 04, sostituendo lo squalificato Hans-Jörg Butt. Nella stagione 2007-2008 diventa il titolare della squadra tedesca ed a fine campionato viene eletto "Miglior portiere della Bundesliga". Fa il suo esordio in Europa League nella partita Bayer Leverkusen-Atlético Madrid, subendo un gol dai detentori della coppa.
Il 10 maggio 2012 dopo essere rimasto svincolato si accorda con l'Amburgo firmando un contratto fino al 2017. Il 30 marzo 2013 incassa nove reti nella sconfitta esterna contro il Bayern Monaco.
Il 22 giugno 2017 si trasferisce al Magonza. Il 1º maggio 2020 annuncia il ritiro dall'attività agonistica.

### Nazionale
Nel 2008 è stato convocato come terzo portiere della Germania agli Europei 2008. Il 10 ottobre 2008, a ventitré anni, esordisce nella Nazionale tedesca contro la Russia nelle qualificazioni al Mondiale 2010. A causa di un infortunio, non ha partecipato al Mondiale 2010 sostituito da Manuel Neuer.
Adler fu successivamente convocato contro l'Italia, ma non fece però parte della rosa dei convocati per la squadra tedesca per Euro 2012.
Nel novembre 2012 è stato convocato dopo un anno e mezzo di assenza, quando Joachim Löw lo aggregò in squadra per l'amichevole contro i Paesi Bassi ad Amsterdam senza tuttavia scendere in campo.
Torna in squadra alla fine di gennaio 2013 per la partita amichevole allo Stade de France di Saint-Denis contro la Francia. Adler giocò questa partita da titolare contribuendo alla vittoria per 2-1, risultato che mancava alla nazionale tedesca contro i galletti dal 1987.
Il 29 maggio 2013 gioca la gara amichevole contro l'Ecuador, vinta dai tedeschi per 4-2, la quale risulta essere attualmente l'ultima gara disputata dal portiere con la nazionale.

## Statistiche
| Cronologia completa delle presenze e delle reti in nazionale ― Germania | Cronologia completa delle presenze e delle reti in nazionale ― Germania | Cronologia completa delle presenze e delle reti in nazionale ― Germania | Cronologia completa delle presenze e delle reti in nazionale ― Germania | Cronologia completa delle presenze e delle reti in nazionale ― Germania | Cronologia completa delle presenze e delle reti in nazionale ― Germania | Cronologia completa delle presenze e delle reti in nazionale ― Germania | Cronologia completa delle presenze e delle reti in nazionale ― Germania |
| Data                                                                    | Città                                                                   | In casa                                                                 | Risultato                                                               | Ospiti                                                                  | Competizione                                                            | Reti                                                                    | Note                                                                    |
| ----------------------------------------------------------------------- | ----------------------------------------------------------------------- | ----------------------------------------------------------------------- | ----------------------------------------------------------------------- | ----------------------------------------------------------------------- | ----------------------------------------------------------------------- | ----------------------------------------------------------------------- | ----------------------------------------------------------------------- |
| 11-10-2008                                                              | Dortmund                                                                | Germania                                                                | 2 – 1                                                                   | Russia                                                                  | Qual. Mondiali 2010                                                     | -1                                                                      |                                                                         |
| 15-10-2008                                                              | Mönchengladbach                                                         | Germania                                                                | 1 – 0                                                                   | Galles                                                                  | Qual. Mondiali 2010                                                     | -                                                                       |                                                                         |
| 19-11-2008                                                              | Berlino                                                                 | Germania                                                                | 1 – 2                                                                   | Inghilterra                                                             | Amichevole                                                              | -1                                                                      | 46’                                                                     |
| 11-2-2009                                                               | Düsseldorf                                                              | Germania                                                                | 0 – 1                                                                   | Norvegia                                                                | Amichevole                                                              | -1                                                                      |                                                                         |
| 5-9-2009                                                                | Leverkusen                                                              | Germania                                                                | 2 – 0                                                                   | Sudafrica                                                               | Amichevole                                                              | -                                                                       |                                                                         |
| 9-9-2009                                                                | Hannover                                                                | Germania                                                                | 4 – 0                                                                   | Azerbaigian                                                             | Qual. Mondiali 2010                                                     | -                                                                       |                                                                         |
| 10-10-2009                                                              | Mosca                                                                   | Russia                                                                  | 0 – 1                                                                   | Germania                                                                | Qual. Mondiali 2010                                                     | -                                                                       |                                                                         |
| 14-10-2009                                                              | Amburgo                                                                 | Germania                                                                | 1 – 1                                                                   | Finlandia                                                               | Qual. Mondiali 2010                                                     | -1                                                                      |                                                                         |
| 3-3-2010                                                                | Monaco di Baviera                                                       | Germania                                                                | 0 – 1                                                                   | Argentina                                                               | Amichevole                                                              | -1                                                                      |                                                                         |
| 17-11-2010                                                              | Göteborg                                                                | Svezia                                                                  | 0 – 0                                                                   | Germania                                                                | Amichevole                                                              | -                                                                       |                                                                         |
| 6-2-2013                                                                | Saint-Denis                                                             | Francia                                                                 | 1 – 2                                                                   | Germania                                                                | Amichevole                                                              | -1                                                                      |                                                                         |
| 29-5-2013                                                               | Boca Raton                                                              | Ecuador                                                                 | 2 – 4                                                                   | Germania                                                                | Amichevole                                                              | -2                                                                      |                                                                         |
| Totale                                                                  |                                                                         | Presenze                                                                | 12                                                                      |                                                                         | Reti                                                                    | -8                                                                      |                                                                         |